# Calliergon lonchopus
Calliergon lonchopus là một loài rêu trong họ Amblystegiaceae. Loài này được Kindb. mô tả khoa học đầu tiên năm 1905. Danh pháp khoa học của loài này chưa được làm sáng tỏ. 